# Şener Özbayraklı
Şener Özbayraklı (ur. 23 stycznia 1990 w Borçka) – turecki piłkarz, grający na pozycji obrońcy, obecnie bez klubu. W latach 2015–2018 reprezentant Turcji. 
W swojej karierze występował m.in. w takich klubach jak: Fenerbahçe, Galatasaray, İstanbul Başakşehir czy Bursaspor. Został powołany na Mistrzostwa Europy 2016, jednak nie wystąpił w żadnym spotkaniu.